# Маршано
Марша́но (итал. Marsciano) — коммуна в Италии, располагается в области Умбрия, подчиняется административному центру Перуджа.
Население составляет 17 148 человек (на 2004 г.), плотность населения составляет 100 чел./км². Занимает площадь 161 км². Почтовый индекс — 6055. Телефонный код — 075.
Покровителем населённого пункта почитается святой Иоанн Креститель. Праздник ежегодно празднуется 24 июня.